# Loca por el circo
Loca por el circo es una película española dirigida por Luis María Delgado y estrenada el 30 de agosto de 1982.

## Argumento
Teresa (Teresa Rabal) es una estrella de circo, que con su espectáculo consigue encandilar a niños y mayores. Sin embargo, se ve obligada a dejar su pasión por el circo, a causa de la presión que ejerce su padre que desea un futuro profesional bien distinto para su hija. Teresa decide huir y reencontrarse con su hermana gemela Paulina, maestra en un pueblo de Galicia.

## Reparto
| Intérprete             | Personaje           |
| ---------------------- | ------------------- |
| Teresa Rabal           | Teresa              |
| Rafael Alonso          | Padre de Teresa     |
| Miguel Ayones          | Médico              |
| Valeriano Andrés       | Don Pelayo          |
| Luis Lorenzo           | Antolín             |
| Rafaela Aparicio       | Abuela de Teresa    |
| Asunción Balaguer      | Matilde             |
| Rafael Hernández       | Fermín              |
| Francisco Camoiras     | Sabino              |
| Marisol Ayuso          | Felisa              |
| Lola Lemos             |                     |
| Carmen Martínez Sierra | Carmela             |
| Luis Barbero           | Manolo              |
| Margarito              | El payaso Margarito |
| María Adánez           | María               |
| Carlos Borobio         | Niño                |
| Óscar Gil              | Niño                |
| Luis Sánchez           | Niño                |

- Datos: Q5559525